# Клермон (футбольний клуб)
ФК «Клермон Фут 63» (фр. Football Clermont Foot 63) — французький футбольний клуб з міста Клермон-Ферран. Заснований у 1990 році як «Клермон Фут Овернь 63». Домашні матчі приймає на стадіоні «Стад Габріель Монп'є», місткістю 12 600 глядачів.

## Історія
У 2014 році «Клермон» став першою французькою професійною чоловічою командою, яка призначила жінку-менеджера, коли вони призначили Гелену Косту. Менш ніж через місяць після вступу на посаду, Коста пішла зі своєї посади, і була замінена іншою жінкою, Корінн Діакр, яка продовжила тренувати французьку жіночу збірну. Корінн Діакр керувала командою до 2017 року.
«Клермон» вперше у своїй історії вийшов до Ліги 1, де дебютував у сезоні 2021–22 років, домігшись підвищення до ліги після того, як посів друге місце у Лізі 2 сезону 2020–21 років.

## Відомі гравці
- Марсель Мауве
- Анджей Шармах
- Людовик Ассемоасса
- Сільвен Арман
- Бернар Діомед
- Серж Ш'єза
- Корентен Мартенс
- Шейк Умар Конате

## Відомі тренери
- Альбер Рюст